# Entretien semi-directif
 (octobre 2023).
Si vous disposez d'ouvrages ou d'articles de référence ou si vous connaissez des sites web de qualité traitant du thème abordé ici, merci de compléter l'article en donnant les références utiles à sa vérifiabilité et en les liant à la section « Notes et références ».
L’entretien semi-directif est une  technique d'enquête qualitative fréquemment utilisée dans les recherches en sciences humaines et sociales. Il permet d'orienter en partie (semi-directif) le discours des personnes interrogées autour de différents thèmes définis au préalable par les enquêteurs et consignés dans un guide d’entretien. Il peut venir compléter et approfondir des domaines spécifiques liés à l’entretien non directif qui se déroule librement à partir d’une question. 
Ce type d’entretien peut venir compléter des résultats obtenus par une enquête quantitative, en ce cas les entretiens apportent une richesse et une précision bien plus grandes dans les informations recueillies, grâce notamment aux possibilités de relances et d’interactions dans la communication entre interviewé et interviewer, ils ont aussi l'avantage d'engendrer une puissance évocatrice des citations/verbatims. 
Sans chiffrer les jugements, les manières de vivre et de s’approprier les choses, l’entretien révèle l’existence de représentations profondément inscrites dans l’esprit des personnes interrogées et qui ne peuvent s’exprimer au travers d'un questionnaire quantitatif. 
C’est l’entretien le plus couramment utilisé sur les terrains de recherche car, contrairement à l’entretien non directif où l’on pose comme principe l’acceptation du discours - ce qu’il dit ou ne dit pas -, il permet de chercher à obtenir des informations précises sur des thèmes préalablement définis. 
Pour contourner la difficulté dans laquelle l’interviewé ne s’exprime que sur des thèmes non essentiels à la recherche, l’entretien semi-directif peut être découpé en cinq phases principales.

## Procédure en cinq phases

### Déroulement
Selon Anne Revillard, enseignante et chercheuse en sociologie, l'entretien se déroule en plusieurs étapes :  
Phase 1 : élaboration d’un guide d’entretien 
Il y a deux façons de procéder :
- On peut mener tout d’abord des entretiens non directifs jusqu’à ce qu’on puisse déceler des thèmes récurrents. On se base sur ces thèmes recueillis auprès de la population d’étude pour élaborer le guide d’entretien.

- On peut aussi établir le guide en fonction des objectifs de l’enquête, des hypothèses de l’enquêteur ou des résultats dans la littérature.

Phase 2 : démarrage de l’entretien 
- L’entretien semi-directif va commencer comme un entretien non directif : une consigne de départ très large portant sur un sujet large avec une attitude non directive.

- À la fin de cette phase d’entretien non directif, on fait une reformulation de synthèse et on introduit les sous-thèmes du guide non abordés spontanément par l’interviewé.

Phase 3 : introduction du guide 
- Lorsque l’on introduit un nouveau thème de façon directive, on repasse ensuite à une technique de non directivité.

- À la fin de cette phase non directive, on procède à une reformulation de synthèse du sous-thème.

- Si l’interviewé repart sur ce sous-thème l’entretien non directif continue, si l’interviewé acquiesce à cette reformulation on introduit un nouveau sous-thème.

Phase 4 : retour au non-directif 
- Après avoir introduit le thème on repasse au mode non-directif.

Phase 5 : Introduction directive d’un nouveau thème 
- On introduit sur ce modèle chaque sous-thème non abordé dans le guide d’entretien jusqu’à ce que tous soient abordés.

### Avantages et limites
- Avantages :

1. Cette technique a pour but, tout en étant centrée sur le sujet interrogé, de garantir l’étude de l’ensemble des questions qui intéressent l’enquêteur.
2. Cette technique assure aussi la comparabilité des résultats.

- Limites :

1. C’est une technique qui se révèle compliquée à mettre en place car les thèmes abordés par l’enquêteur peuvent casser le fil et la dynamique du discours.

## Conseils
Les sous-thèmes ne doivent pas être formulés de manière trop précise, au risque que l’interviewé se contente d’acquiescer ou de réfuter.
Tester au préalable les sous-thèmes du guide de manière à vérifier qu’ils soient compréhensibles et adaptés aux objectifs du chercheur.
Lorsque l’on aborde un sujet délicat ou controversé, préciser à l’interviewé que l’on ne recherche pas sa position personnelle en termes de pour ou contre. Ex : « Vous n’avez pas envie de me parler de l’avortement en France car peut-être que c’est un sujet qui vous pose problème ou qui ne vous intéresse pas ? »
Quand l’interviewé est gêné, on peut le mettre à l’aise en banalisant le sujet traité. Ex : « Ce sont des choses qui arrivent… », « Beaucoup de gens ne se lavent les dents qu’une fois par jour pour des raisons pratiques… ».